# Agabus nevadensis
Agabus nevadensis là một loài bọ cánh cứng trong họ Bọ nước. Loài này được Hå.Lindberg miêu tả khoa học năm 1939.